# لاسي شتورم
لاسي شتورم (بالإنجليزية: Lacey Sturm) (و. 1981  م) هي موسيقية، وكاتبة غنائية، ومغنية أمريكية، ولدت في هومستيد، فلوريدا، تستخدم آلات قيثارة، وغيتار البيس، وبيانو، بدأت مشوارها المهني سنة 2000، وهي عضوةٌ في فلايليف (حتى 22 أكتوبر 2012).

## روابط خارجية
- لاسي شتورم على موقع IMDb (الإنجليزية)
- لاسي شتورم على موقع ميوزك برينز (الإنجليزية)
- لاسي شتورم على موقع أول ميوزيك (الإنجليزية)
- لاسي شتورم على موقع ديسكوغز (الإنجليزية)
- لاسي شتورم على موقع ديسكوغز (الإنجليزية)